# 필사의 도전
《필사의 도전》(영어: The Right Stuff)은 1983년 개봉한 미국의 서사 역사 드라마 영화이다. 필립 코프먼이 감독과 각본을 맡았으며, 톰 울프의 머큐리 계획을 다룬 동명 베스트셀러 도서가 영화의 원작이다. 2013년 미국 국립영화등기부에 등재되었다.

## 줄거리
1947년, 캘리포니아 머록 육군 비행장에서 로켓 추진 항공기 벨 X-1과 같은 고속 항공기를 시험하던 여러 테스트 파일럿들이 목숨을 잃는다. 슬릭 굿린이라는 조종사가 음속 장벽을 돌파하는 데 거액을 요구하자, 전쟁 영웅 척 예거 대위가 X-1 비행 기회를 얻게 된다. 예거는 "하늘의 악마"를 극복하고 음속을 돌파한 최초의 인물이 된다.
6년 후, 머록은 에드워즈 공군 기지로 이름을 바꾸고 여전히 최고의 테스트 파일럿들을 끌어들인다. 예거(소령)와 그의 라이벌 스콧 크로스필드는 서로의 속도 기록을 계속해서 경신한다. 그들은 자주 팬초 반즈가 운영하는 해피 바텀 라이딩 클럽을 방문하는데, 팬초는 에드워즈의 파일럿들을 최고 장비를 조종하는 "프라임"(예거, 크로스필드)과 꿈만 꾸는 "퍼드노커"로 분류한다. 고든 "고도" 쿠퍼, 버질 "거스" 그리섬, 도널드 "디크" 슬레이턴은 "퍼드노커"에 속하며, 자신들도 "정신력"을 갖췄음을 증명하려 한다. 군은 자금 확보를 위해 홍보가 필요하다는 것을 깨닫고, 테스트는 더 이상 비밀이 아니다. 쿠퍼의 아내 트루디와 다른 아내들은 남편이 미망인이 될까 두려워하지만, 남편들의 야망과 성공, 명예에 대한 갈망을 막을 수 없다.
1957년, 소련의 스푸트니크 위성 발사가 미국 정부를 불안하게 한다. 린든 B. 존슨 상원 의원과 군 지도자들은 NASA에게 우주 경쟁에서 소련을 이기도록 요구한다. 우주에 나갈 최초의 미국인을 찾는 과정에서 예거는 대학 학위가 없다는 이유로 제외된다. 혹독한 신체 및 정신 테스트를 거쳐 존 글렌(해병대), 앨런 셰퍼드, 월터 시라, 스콧 카펜터(해군), 그리고 쿠퍼, 그리섬, 슬레이턴이 머큐리 세븐 우주비행사로 선발되어 즉시 국민적 영웅이 된다. 많은 NASA 초기 로켓이 발사 중 폭발하지만, 야심만만한 우주비행사들은 머큐리 계획의 일환으로 우주에 최초로 나아가기를 갈망한다. 엔지니어들은 이들을 단순한 탑승객으로 보지만, 파일럿들은 머큐리 우주선에 창문, 폭발 볼트가 있는 해치, 피치-요-롤 조종 장치가 있어야 한다고 주장한다. 하지만 1961년 4월 12일, 소련이 유리 가가린을 태운 보스토크 1호 발사로 우주를 먼저 정복한다. 이에 일곱 명의 우주비행사는 소련에 필적하고 능가하기로 결심한다.
셰퍼드는 5월 5일 머큐리-레드스톤 3호의 15분간의 준궤도 비행으로 미국 최초로 우주에 도달한다. 7월 21일 그리섬의 유사한 머큐리-레드스톤 4호 비행 후, 캡슐 해치가 열리고 물이 빠르게 차오른다. 그리섬은 탈출하지만 우주선은 해수로 과부하되어 침몰한다. 많은 사람들이 그리섬이 당황하여 해치를 성급하게 열었다고 비판한다. 1962년 2월 20일, 글렌은 머큐리-아틀라스 6호에서 지구를 공전하는 최초의 미국인이 되고, 열 차폐막이 느슨해질 가능성을 극복하고 환영 퍼레이드를 받는다. 그와 동료들, 그리고 그들의 가족들은 유명인사가 된다. 존 글렌의 아내 애니는 말더듬이 때문에 대중 연설을 두려워하지만, 휴스턴에서 유인 우주선 센터 개장을 발표하는 거대한 축하 행사에 참여한다.
에드워즈의 테스트 파일럿들은 우주로 "캔에 담긴 스팸"을 보내는 머큐리 프로그램을 조롱하지만, 그들이 더 이상 지구에서 가장 빠른 사람이 아니라는 것을 인식한다. 예거는 "자살 임무에 자원하는 특별한 종류의 남자가 필요하다, 특히 전국 TV에 방영될 때는"이라고 말한다. 새로운 록히드 NF-104A를 시험하던 중, 예거는 우주 가장자리에서 새로운 고도 기록을 세우려다 엔진 고장으로 고속 탈출을 시도하다 거의 목숨을 잃는다. 심각한 화상을 입은 채 땅에 도착한 예거는 낙하산을 걷어 구급차로 걸어가 자신의 가치를 증명한다.
1963년 5월 15일, 쿠퍼는 머큐리-아틀라스 9호에서 성공적인 발사를 하고 머큐리 프로그램을 종료한다. 혼자 우주로 날아간 마지막 미국인으로서, 쿠퍼는 "다른 어떤 미국인보다 더 높이, 더 멀리, 더 빠르게 갔고... 잠시 동안, 고도 쿠퍼는 누구도 본 적 없는 가장 위대한 조종사가 되었다."

## 출연진
- 샘 셰퍼드 - 척 예거 역
- 프레드 워드 - 버질 그리섬
- 데니스 퀘이드 - 고든 쿠퍼
- 에드 해리스 - 존 글렌
- 스콧 글렌 - 앨런 셰퍼드
- 랜스 헨릭슨 - 월리 시라
- 스콧 폴린 - 디크 슬레이턴
- 바버라 허시 - 글레니스 예거
- 베로니카 카트라이트 - 베티 그리섬
- 제인 도내커 - 머치 간호사
- 킴 스탠리 - 판초 반스
- 패멀라 리드 - 트루디 쿠퍼
- 찰스 프랭크 - 스콧 카펜터
- 도널드 모펏 - 린든 B. 존슨 부통령
- 레번 헬름 - 잭 리들리
- 메리 조 데이셔넬 - 애니 글렌
- 제프 골드블룸 - 지원자
- 해리 시어러 - 지원자
- 스콧 윌슨 - 스콧 크로스필드
- 캐시 베이커 - 루이즈 셰퍼드
- 미키 크로커 - 마지 슬레이턴
- 수전 케이스 - 러네이 카펜터
- 미티 스미스 - 조 시라
- 로얄 다노 - 장관
- 데이비드 클레넌 - 연락관
- 스콧 비치 - 베르너 폰 브라운
- 존 P. 라이언 - 유인 우주 프로그램 수장
- 에릭 세버리드 - 본인
- 윌리엄 러스 - 슬릭 구들린
- 로버트 비어 - 드와이트 D. 아이젠하워 대통령
- 페기 데이비스 - 샐리 랜드
- 존 데너 - 헨리 루스
- 로이스 그론스 - 잭 울럼스